# Свідрук Марта Іванівна
Марта Свідрук (9 березня 1928, м. Надвірна, Надвірнянський повіт, Станіславське воєводство, Польська Республіка— 22 лютого 1952, урочище Хубена біля с. Дзвиняч, Солотвинський район, Станіславська область, УРСР) - учасниця повстанського руху, зв'язкова Михайла Дяченка.

## Життєпис
Народилася 9 березня 1928 року в Надвірній у родині Івана Свідрука та Анни Келеман. 
У 1943 році вступила до Станіславівської української гімназії. 
В УПА з 1944 року. Бойове навчання пройшла у с. Цуцилові на Надвірнянщині. Працювала секретаркою в міській раді та одночасно була зв'язковою Михайла Дяченка. 
У 1947 році опинилась під наглядом КГБ, тому за допомогою підпільників отримала паспорт на ім'я Параски Чумбей і переїхала у Теребовлю, де працювала у школі бібліотекаркою. Через підозри директора школи переїжджає до Львова, де здобуває робітничу професію. Згодом повертається у Надвірну. 
Восени 1951 року разом із Михайлом Дяченком перебирається у бункер на горі Городище, що біля Надвірної. Загинула під час проведення операції з розшуку та знищення керівників Карпатського крайового округу проводу ОУН. [2]
Всіх повстанців поховано в одній братській могилі на цвинтарі в Солотвино. 
У 1992 році товариство "Меморіал" виявили в рові біля солотвинського цвинтаря зв'язані линвою скелети сімох осіб, серед них і один жіночий. Припустили, що це Марта Свідрук і тому рідна сестра підпільниці забрала останки до Надвірної і поховала в одній могилі разом із загиблим братом - близнюком Мироном на старому цвинтарі, що знаходиться на вулиці Соборній. Могила належить до пам'ятки історії та мистецтва Івано-Франківської області під номером 2079.

## Вшанування пам'яті
14 жовтня 2008р.  відкрита меморіальна дошка  Марті та Мирону Свідрукам. На вертикальній прямокутній плиті з чорного граніту вигравіювані погрудні портрети Мирона та Марти, а під ним нанесено присвятний напис. 
2012р. рішенням Надвірнянської міської ради, Мирону і Марті Свідрукам присвоєно звання почесних громадян міста Надвірна і вручені грамоти, документи і медалі їхній рідній сестрі Емілії Андрійович (Свідрук). 